# Tesoro dei Tebani
Il Tesoro dei Tebani a Delfi fu costruito in ordine dorico e realizzato interamente in pietra calcarea locale dalle cave di Sant'Elia vicino alla città di Crissa. Era situato a pochi metri sotto la prima svolta della Via Sacra, la via processionale nel santuario di Apollo. Era stato dedicato dai Tebani per la loro vittoria contro i Lacedemoni a Leuttra (371 a.C.).

## Descrizione
Poco dopo la loro vittoria contro i Lacedemoni a Leuttra nel 371 a.C., un punto di riferimento della breve supremazia tebana nella vita politica della Grecia, i Tebani hanno dedicato al santuario di Apollo un tesoro costruito in ordine dorico. Era il più grande tesoro per dimensioni di Delfi, situato vicino all'angolo sud-ovest del santuario. A pianta rettangolare, misura 12,29 per 7,21 metri, si ergeva su un crepidoma a due gradini. È stato costruito interamente in pietra calcarea locale proveniente dalle cave di Sant'Elia, una pietra particolarmente dura con sfumature grigio-bluastre, che accentua lo stile austero dell'edificio dorico. Così, il Tesoro dei Tebani è sorto con un contrasto visivo con il vicino Tesoro dei Sifni, con il suo stile ionico colorato e decorativo. Un fregio con metope e triglifi correva tutto intorno all'edificio.
Parecchie opinioni sono state espresse riguardo alla sua forma architettonica attuale. Le opinioni attuali suggeriscono tuttavia che si trattava di un edificio uniforme, senza colonne, possibilmente con due ingressi sui lati stretti e con un muro verticale che fungeva da masso. Un'apertura lungo la parete occidentale forniva luce naturale nell'edificio.